# پویسه
پویسه شهری در شهرستان سواو در استان بولکیمده در بورکینافاسوی غربی مرکزی است جمعیت آن ۳۵۹۱ نفر است.